# Мецелс
Мецелс (њем. Metzels) општина је у њемачкој савезној држави Тирингија. Једно је од 65 општинских средишта округа Шмалкалден-Мајнинген. Према процјени из 2010. у општини је живјело 701 становника. Посједује регионалну шифру (AGS) 16066044.

## Географски и демографски подаци
Мецелс се налази у савезној држави Тирингија у округу Шмалкалден-Мајнинген. Општина се налази на надморској висини од 450 метара. Површина општине износи 16,2 km². У самом мјесту је, према процјени из 2010. године, живјело 701 становника. Просјечна густина становништва износи 43 становника/km².